# İlhan Eker
İlhan Eker (* 1. Januar 1983 in Kepsut) ist ein türkischer Fußballspieler.

## Karriere
Eker begann seine professionelle Karriere bei der zweiten Mannschaft von Gençlerbirliği Ankara, bei Hacettepe SK in der vierten türkischen Fußballliga. Er schaffte es, mit der Mannschaft bis in die Süper Lig aufzusteigen. Nach seiner ersten Süper-Lig-Saison mit Hacettepespor kehrte İlhan Eker zurück zu Gençlerbirliği Ankara. In der Saison 2009/10 wurde Eker unter der Leitung von Thomas Doll zum Kapitän der Mannschaft ernannt. 
Eine Saison später wechselte er ablösefrei zum Traditionsklub Fenerbahçe Istanbul. Nach einem Jahr bei Fenerbahçe wechselte er zu Kayserispor und im Sommer 2012 zum Erstliganeuling Kasımpaşa Istanbul. Im Sommer 2015 musste der Kasımpaşa verlassen, nachdem sein ausgelaufener Vertrag nicht verlängert wurde. Anschließend zog er zum Zweitligisten Balıkesirspor weiter.